# Sozomeno
Sozomeno, cujo nome era Hermas Sozomenus, (Betélia, c. 375 - c. 447) foi um historiador que escreveu acerca da Igreja cristã. Recolheu as tradições orais sobre a história da Palestina, demonstrou estar familiarizado com a região que rodeia Gaza.

## Biografia
Nasceu por volta de 400 em Betélia, uma pequena povoação situada perto de Gaza, numa família cristã rica.
Sozomeno escreveu que o seu avô morou em Betélia e que se converteu ao cristianismo com toda a sua família, provavelmente na época de Constâncio II. Um vizinho chamado Alafrion foi milagrosamente curado por Santo Hilarão, que expulsou um demônio, e tanto ele como os seus vizinhos converteram-se. Acrescenta que a conversão fixou um marco na cristianização de Palestina. O avô tornou-se intérprete da Bíblia, muito estimado no seu círculo. Os filhos de Alafrion fundaram igrejas e conventos, e foram particularmente ativos promovendo o monacato. O mesmo Sozomeno falou com um de eles, que o atraiu para o monacato.

## Educação
Sozomeno parece tratar muito o círculo de Alafrion, e reconhece uma dívida de gratitude com a ordem monástica. A sua primeira educação foi dirigida pelos monges em Betélia. Não são conhecidos esses estudos, mas os seus escritos evidenciam um bom conhecimento dos clássicos gregos. Grande parte do seu trabalho reflete a reverência que sentia para os monges em geral e para os discípulos de Hilarão em particular.
Mais tarde recebeu formação como advogado em Beirute. Exerceu a sua carreira em Constantinopla, possivelmente na corte de Teodósio II. Ao mesmo tempo, em 443 começou a escrever a Historia Ecclesiastica.

## Obras
Escreveu dois trabalhos sobre a história da Igreja, dos quais apenas perdura o segundo.
A sua primeira obra cobriu o período entre a Ascensão de Jesus e a derrota naval de Licínio em 323. Constava de doze livros e as suas fontes eram Eusébio de Cesareia, as Predicações de Pedro (um evangelho apócrifo mencionado também por Clemente de Alexandria), Hegesipo e Sexto Júlio Africano.

### Historia Ecclesiastica
Foi a sua segunda obra, e é uma continuação cronológica da primeira. Escreveu-a entre 440 e 443 e dedicou-a ao imperador Teodósio.
Está estruturada em nove livros, que relatam o acontecido nos reinados de cada um dos imperadores romanos:
- Livro I: da conversão de Constantino até o primeiro concílio de Niceia (312-323).
- livro II: do concílio até a morte de Constantino (325-337)
- Livro III: até a morte de Constante I (337-350)
- Livro IV: até a morte de Constâncio II (350-361)
- Livro V: à morte de Juliano, o Apóstata (361-363)
- Livro VI: até a morte de Valente (363-375)
- Livro VII: até a morte de Teodósio I (375-395)
- Livro VIII: até a morte de Arcádio (395-408)
- Livro IX: até a subida ao trono de Valentiniano III (408-425)

O livro IX está incompleto, o autor indica que visava a chegar ao décimo sétimo consulado de Teodósio II em 439. Não é sabido por que falta o final; Albert Guldenpenning supôs que o mesmo Sozomeno o suprimiu porque nele era mencionada a imperatriz Élia Eudóxia, que mais tarde foi acusada de adultério. Contudo, parece que Nicéforo, Teófanes e Teodoro conheciam este final, pois foi utilizado nas suas próprias obras históricas. Portanto, a maioria dos eruditos acreditam que o trabalho acabava em 439 e que a parte que falta perdeu-se no transcurso do tempo.

## Crítica
A História Eclesiástica no seu conjunto é bastante completa, e embora o seu tratamento dos assuntos da Igreja Ocidental não o seja; abundam nas suas páginas fatos que não estão disponíveis em outros lugares, bem como referências documentais da maior importância. O espírito e o interesse da História de Sozomeno é claramente visível, segue o rasto da narração de Sócrates, mas trata de melhorar e de sobressair pela sua prosa original e elegante, e pelo uso de fontes excelentes, que utiliza habilmente.
Sozomeno esforçou-se em conhecer todas as fontes de informação sobre os temas que tocou, e tinha um desejo apaixonado da verdade. Em geral, segue de perto as autoridades, às vezes quase literalmente, mas quando estas diferem oferece as diferentes versões.
A exposição histórica é totalmente impessoal; Sozomeno assume (III.xv) que a tarefa do historiador é reunir fatos sem acrescentar nada, pelo qual se compraze em poucas críticas e geralmente adota o ponto de vista das suas fontes. Isto fê-lo até o ponto de ter sido acusado de arianismo e novacianismo. Na realidade, de acordo com a sua formação jurídica, não tinha nenhuma opinião em questões teológicas e ao mesmo tempo era completamente devoto e um grande admirador do monacato.
Na sua atitude para a Igreja, no seu tratamento das Escrituras, e no seu ponto de vista da hierarquia eclesiástica e a ordem e a dignidade, está sempre animado por um sentimento de submissão e respeito. Tinha uma profunda convicção do providencial fim da cristandade e da sua missão, sob a orientação divina, de regular os assuntos da humanidade.
Em assuntos doutrinais estava de acordo com o catolicismo, e foi um adversário da heresia em todas as suas formas. Mas enquanto manteve uma constante atitude de hostilidade para arianismo, gnosticismo, montanismo, apolinarismo, etc, nunca atacou os dirigentes destas heresias.
| “ | Permita-me estranhar-me de que me tenham atribuído reconhecimentos aos dirigentes ou entusiastas das mencionadas heresias. Admiro a sua eloquência e o seu extraordinário discurso. Deixo à sua doutrina que seja julgada por aqueles que têm esse direito. (III.xv) | ” |

Porque grande parte do trabalho de Sozomeno, na que segue a Sócrates, foi criticada como uma tentativa de compor a história da Igreja melhor que o de Sócrates, mas somente parcialmente bem-sucedido. Amiúde oferece material adicional, mas rara vez melhora a base. Sozomeno não trata cronologicamente os dados tão estreitamente quanto Sócrates.
Há muitas falhas e deficiências no seu trabalho. De muitas delas era consciente, mas não estava no seu poder corregi-las. Com frequência era difícil para ele saber a verdade, porque entre a massa de diferentes provas às quais teve de fazer frente, com frequência não eram suficientes, mas em todo caso, tinha por objeto expressar a verdade e fazer o seu trabalho em defesa ou explicação das ideias cristãs.

## Edições
A obra de Sozomeno foi editada pela primeira vez (edição príncipe) em 1544 por Robert Estienne em Paris, baseando-se no Codex Regius de 1444. Houve posteriores impressões em 1612 de Christophorson e Ictrus em Colônia.
Uma notável edição foi a realizada por Valesius (Cambridge, 1720), que utilizou, ademais um texto de Stephens, o Codex Fucetianus (de 1445, atualmente em Paris), Lecturas de Savilius e as tradições de Teodoro o Leitor e Cassiodoro.
A edição póstuma de Hussey (preparada para a sua edição por John Barrow, que escreveu o prólogo) é importante, pois foram recopilados nela pela primeira vez o Codex Regius e o Codex Baroccianus 142. Mas este manuscrito foi escrito por várias mãos e em diversas ocasiões e, portanto, não é igualmente fiável em todas as suas partes.